# Gedeon Burkhard

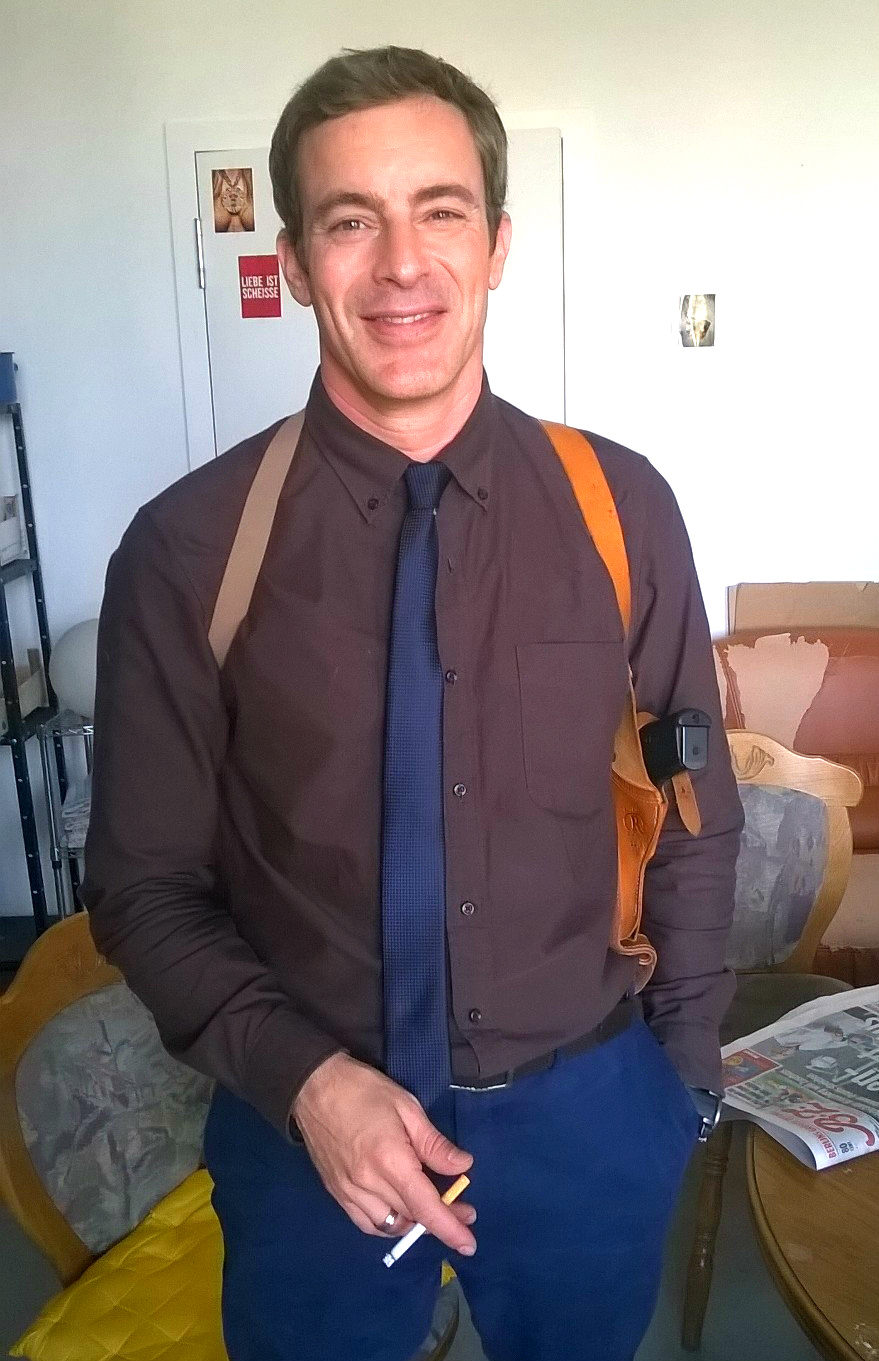
Gedeon Burkhard (2014)

Daniel Gedeon Burkhard (* 3. Juli 1969 in München) ist ein deutscher Schauspieler, Synchronsprecher und Regisseur.

## Karriere
Anfang der 1990er Jahre wirkte Burkhard in den deutschen Kinofilmen Kleine Haie und Abgeschminkt! mit und war Nachfolger von Tobias Moretti als das „Herrchen“ von Kommissar Rex in der gleichnamigen Serie. Im Jahr 1999 wurde Gedeon Burkhard für seine Rolle in Kommissar Rex als beliebtester Serienstar mit dem österreichischen Fernsehpreis Goldene Romy ausgezeichnet.
Im Jahr 2001 spielte Burkhard die Rolle des Reggie in der US-Produktion Superfire – Inferno in Oregon. Im Jahr 2006 übernahm er unter der Regie von Peter Thorwarth die Rolle des Mischa Hahn in dem Film Goldene Zeiten. Burkhard erhielt eine Hauptrolle in Joseph Vilsmaiers Film Der letzte Zug. In Quentin Tarantinos Film Inglourious Basterds spielte Burkhard 2009 eine Nebenrolle.
Von März 2007 bis April 2008 war er als Kriminalhauptkommissar Chris Ritter in Alarm für Cobra 11 – Die Autobahnpolizei zu sehen. Burkhard lieh als Synchronsprecher seine Stimme unter anderem Keanu Reeves (Eine verrückte Reise durch die Nacht) und Joaquin Phoenix (Signs – Zeichen, The Master).
2011 nahm Gedeon Burkhard mit seiner Tanzpartnerin Samanta Togni bei Ballando con le stelle teil, der italienischen Ausgabe von Let's Dance, die im Programm von Rai 1 lief. Das Paar erreichte den 5. Platz.
Im internationalen Spielfilm Die Geliebte des Teufels (2016) spielte Burkhard den deutschen Schauspieler und UFA-Star Gustav Fröhlich.

## Privates
Zwei Urgroßväter Burkhards sind der albanischstämmige österreichische Schauspieler Alexander Moissi sowie der Schriftsteller Walter von Molo. Auch seine Mutter Elisabeth von Molo ist Schauspielerin. Burkhard war 1996 für drei Monate verheiratet. Mit seiner früheren Freundin Filomena Iannacone hat er eine Tochter (* 2004).
Nach eigener Aussage in der Amazon-Prime-Serie Licht aus (2024) lebt er derzeit mit zwei Frauen in einer offenen Beziehung.

## Filmografie (Auswahl)
- 1981: Tante Maria (Fernsehfilm)
- 1982: Blut und Ehre – Jugend unter Hitler (Fernsehserie, eine Folge)
- 1983: Nordlichter: Geschichten zwischen Watt und Wellen (Fernsehserie)
- 1987: Leere Welt (Fernsehfilm)
- 1988: Der Passagier – Welcome to Germany
- 1988: Der Fahnder – Hendriks Alleingang (Fernsehserie, eine Folge)
- 1989: Forsthaus Falkenau (Fernsehserie, zwei Folgen)
- 1990–1991: The New Adventures of Black Beauty (Fernsehserie, 26 Folgen)
- 1990: Dornröschen (Sípová Ruzenka)
- 1992: Das Kollier (Náhrdelník, Fernsehserie, sieben Folgen)
- 1992: Kleine Haie
- 1993: Sommerliebe
- 1993: Abgeschminkt!
- 1993: Mein Mann ist mein Hobby (Fernsehfilm)
- 1994: Affären
- 1995: Kommissar Rex: Amok (Fernsehserie, eine Folge)
- 1995: Ein Fall für zwei (Fernsehserie, eine Folge)
- 1995: Allein gegen die Mafia (Fernsehserie)
- 1996: Das Traumschiff – Sydney (Fernsehserie, eine Folge)
- 1996: Polizeiruf 110: Die Gazelle (Fernsehfilm)
- 1996: Mit aller Gewalt - Mein Sohn gehört mir
- 1998: 2 Männer, 2 Frauen – 4 Probleme!?
- 1998: Gefährliche Lust – Ein Mann in Versuchung
- 1998–2001: Kommissar Rex (Fernsehserie, 44 Folgen)
- 2002: Firefighter – Inferno in Oregon (Fernsehfilm)
- 2002: Zwei Affären und eine Hochzeit (Fernsehfilm)
- 2003: Das bisschen Haushalt (Fernsehfilm)
- 2004: Der Wunschbaum (Fernseh-Dreiteiler)
- 2004: Der Vater meines Sohnes (Fernsehfilm)
- 2005: Utta Danella – Eine Liebe in Venedig (Fernsehfilm)
- 2005: SOKO Leipzig (Fernsehserie, zwei Folgen)
- 2006: Goldene Zeiten
- 2006: Der letzte Zug
- 2007–2008: Alarm für Cobra 11 – Die Autobahnpolizei (Fernsehserie, 22 Folgen)
- 2009: Inglourious Basterds
- 2009: So ein Schlamassel (Fernsehfilm)
- 2010: Inga Lindström – Millionäre küsst man nicht (Fernsehfilm)
- 2011: Caccia al re – La narcotici (Fernsehserie, sechs Folgen)
- 2011: Wunderkinder
- 2011: Bridges (Kurzfilm)
- 2012: Ludwig II.
- 2013: Ohne Gnade!
- 2013: Kokowääh 2
- 2013: Inga Lindström – Wer, wenn nicht Du (Fernsehfilm)
- 2013: SOKO – Der Prozess (Fernseh-Fünfteiler)
- 2013–2022: Notruf Hafenkante (Fernsehserie, zwei Folgen)
- 2014: Rosamunde Pilcher – Mein unbekanntes Herz (Fernsehfilm)
- 2014: Tränen der Sextner Dolomiten
- 2014: Gefällt mir
- 2015: Shades of Truth
- 2015: Rosamunde Pilcher – Liebe, Diebe und Diamanten (Fernsehfilm)
- 2016: Die Geliebte des Teufels (Lída Baarová)
- 2017: Der Bergdoktor (1 Folge, Gestohlenes Glück)
- 2017: Um Himmels Willen (Fernsehserie)
- 2017: Schneeflöckchen (Kinospielfilm)
- 2018: Sauerkrautkoma
- 2019: Die Spezialisten – Im Namen der Opfer
- 2020: Blutige Anfänger (Fernsehserie)
- 2021: Ostwind – Der große Orkan
- 2023: Die drei ??? – Erbe des Drachen

## Synchronrollen (Auswahl)

### Filme
- 1988: Keanu Reeves in Eine verrückte Reise durch die Nacht als Winston Connelly
- 1994: Jack Black in Die unendliche Geschichte 3 – Rettung aus Phantásien als Slip
- 2002: Gedeon Burkhard in Superfire – Inferno in Oregon als Reggie
- 2002: Joaquin Phoenix in Signs – Zeichen als Merrill Hess
- 2005: Clifton Collins junior in Capote als Perry Smith
- 2012: Joaquin Phoenix in The Master als Freddie Quell

### Serien
- 1992: Beau Dremann in Eine schrecklich nette Familie als Matt
- 1992: Scott Garrison in Eine schrecklich nette Familie als Bill
- 1992: Pauly Shore in Eine schrecklich nette Familie als Kapitän
- 1994: Corey Feldman in Eine schrecklich nette Familie als Ralph
- 1995: Matthew Borlenghi in Eine schrecklich nette Familie als Ray–Ray